# Supercupa Spaniei 2017
Supercupa Spaniei 2017 a fost cea de-a 31-a ediție a Supercupei Spaniei un meci anual tur-retur disputată între câștigătoarea La Liga 2016-17 și câștigătoarea Copa del Rey 2016-2017.
Meciurile din Supercupa Spaniei s-au jucat în luna august, între  Real Madrid (La Liga 2016-17) și Barcelona (Copa del Rey 2016-2017). A fost prima oară de la ediția din 2012 , când a avut loc un El Clásico în Supercupa Spaniei.
Real Madrid a câștigat Supercupa Spaniei, scor 5-1 la general adjudecându-și al 10-lea titlu.

## Tur

### Rezumat
Prima repriză s-a terminat fara goluri. După 5 minute de la începerea celei de-a 2-a reprize, Marcelo a tras un șut care a fost deviat de Piqué cu piciorul,mingea intrând în poartă. În minutul 77, Luis Suarez a fost faultat în careu de Navas, rezultând un penalty, care ulterior a fost transformat de Messi. În minutul 80, Real a înscris al doilea gol printr-un contra-atac, atunci când Isco l-a asistat pe Ronaldo care a tras în colțul din dreapta sus de la marginea careului. Ronaldo și-a scos tricoul,drept urmare a primit cartonașul galben, urmând apoi ca după două minute sa primească și cel de-al 2-lea cartonaș galben, din cauza unei simulări. Astfel el a fost suspendat în meciul retur. Real a marcat ultimul gol în minutul 90, în mod similar cu cel de-al doilea gol, când Asensio șutat puternic în colțul din stânga sus, în urma unei centrării lui Lucas Vazquez.

### Detalii
| Barcelona        | 1–3    | Real Madrid                              |
| ---------------- | ------ | ---------------------------------------- |
| Messi 77' (pen.) | Raport | Piqué 50' (o.g.) Ronaldo 80' Asensio 90' |

| Barcelona | Real Madrid |

| GK               | 1  | Marc-André ter Stegen |     |
| RB               | 22 | Aleix Vidal           |     |
| CB               | 3  | Gerard Piqué          | 27' |
| CB               | 23 | Samuel Umtiti         |     |
| LB               | 18 | Jordi Alba            |     |
| CM               | 4  | Ivan Rakitić          | 83' |
| CM               | 5  | Sergio Busquets       | 57' |
| CM               | 8  | Andrés Iniesta (c)    | 68' |
| RW               | 10 | Lionel Messi          | 40' |
| CF               | 9  | Luis Suárez           |     |
| LW               | 16 | Gerard Deulofeu       | 59' |
| Rezerve:         |    |                       |     |
| GK               | 13 | Jasper Cillessen      |     |
| DF               | 2  | Nélson Semedo         |     |
| DF               | 14 | Javier Mascherano     |     |
| DF               | 19 | Lucas Digne           |     |
| MF               | 6  | Denis Suárez          | 59' |
| MF               | 20 | Sergi Roberto         | 68' |
| FW               | 17 | Paco Alcácer          | 83' |
| Antrenor:        |    |                       |     |
| Ernesto Valverde |    |                       |     |

| GK              | 1  | Keylor Navas      |          |     |
| RB              | 2  | Dani Carvajal     | 41'      |     |
| CB              | 5  | Raphaël Varane    |          |     |
| CB              | 4  | Sergio Ramos (c)  |          |     |
| LB              | 12 | Marcelo           | 76'      |     |
| DM              | 14 | Casemiro          | 20'      |     |
| CM              | 8  | Toni Kroos        |          |     |
| CM              | 23 | Mateo Kovačić     | 68'      |     |
| AM              | 22 | Isco              |          |     |
| CF              | 11 | Gareth Bale       | 41'      | 81' |
| CF              | 9  | Karim Benzema     | 58'      |     |
| Rezerve:        |    |                   |          |     |
| GK              | 13 | Kiko Casilla      |          |     |
| DF              | 6  | Nacho             |          |     |
| DF              | 15 | Theo Hernández    |          |     |
| MF              | 20 | Marco Asensio     | 68'      |     |
| MF              | 24 | Dani Ceballos     |          |     |
| FW              | 7  | Cristiano Ronaldo | 80', 82' | 58' |
| FW              | 17 | Lucas Vázquez     | 81'      |     |
| Antrenor:       |    |                   |          |     |
| Zinedine Zidane |    |                   |          |     |

| Arbitri asistenți: Núñez Fernández De Francisco Grijalba Al patrulea oficial: Santos Pargaña | Regulile meciului - 90 de minute. - Șapte rezerve, dintre care doar trei pot fi utilizate. |

## Retur
Primul gol a venit destul de devreme în retur,în minutul 4, când Asensio a șutat de la distanță,iar apoi înainte de pauză, Marcelo a pasat pentru Benzema, care a terminat faza cu un demi-voleu în plasă, fiind suficient pentru victorie.
| Real Madrid            | 2–0    | Barcelona |
| ---------------------- | ------ | --------- |
| Asensio 4' Benzema 39' | Raport |           |

| Real Madrid | Barcelona |

| GK              | 1  | Keylor Navas     |     |
| RB              | 2  | Dani Carvajal    |     |
| CB              | 5  | Raphaël Varane   |     |
| CB              | 4  | Sergio Ramos (c) |     |
| LB              | 12 | Marcelo          |     |
| CM              | 10 | Luka Modrić      |     |
| CM              | 23 | Mateo Kovačić    | 62' |
| CM              | 8  | Toni Kroos       | 80' |
| RW              | 17 | Lucas Vázquez    |     |
| CF              | 9  | Karim Benzema    |     |
| LW              | 20 | Marco Asensio    | 75' |
| Rezerve:        |    |                  |     |
| GK              | 13 | Kiko Casilla     |     |
| DF              | 6  | Nacho            |     |
| DF              | 15 | Theo Hernández   | 75' |
| MF              | 14 | Casemiro         | 62' |
| MF              | 22 | Isco             |     |
| MF              | 24 | Dani Ceballos    | 80' |
| FW              | 11 | Gareth Bale      |     |
| Antrenor:       |    |                  |     |
| Zinedine Zidane |    |                  |     |

| GK               | 1  | Marc-André ter Stegen |       |
| CB               | 14 | Javier Mascherano     | 90+3' |
| CB               | 3  | Gerard Piqué          | 50'   |
| CB               | 23 | Samuel Umtiti         |       |
| RM               | 20 | Sergi Roberto         |       |
| CM               | 4  | Ivan Rakitić          |       |
| CM               | 5  | Sergio Busquets       |       |
| CM               | 21 | André Gomes           | 72'   |
| LM               | 18 | Jordi Alba            | 78'   |
| CF               | 10 | Lionel Messi (c)      |       |
| CF               | 9  | Luis Suárez           | 89'   |
| Rezerve:         |    |                       |       |
| GK               | 13 | Jasper Cillessen      |       |
| DF               | 2  | Nélson Semedo         | 50'   |
| DF               | 19 | Lucas Digne           | 78'   |
| DF               | 22 | Aleix Vidal           |       |
| MF               | 6  | Denis Suárez          |       |
| FW               | 16 | Gerard Deulofeu       | 72'   |
| FW               | 17 | Paco Alcácer          |       |
| Antrenor:        |    |                       |       |
| Ernesto Valverde |    |                       |       |

| Arbitri asistenți: Cabañero Martínez Gallego García Al patrulea oficial: Gallego Gambín | Regulile meciului - 90 de minute. - 30 de minute de timp suplimentar dacă este necesar. - Lovituri de departajare dacă nu se marchează în prelungiri. - Șapte rezerve, dintre care doar trei pot fi utilizate. |